# Calyptranthes johnstonii
Calyptranthes johnstonii är en myrtenväxtart som beskrevs av Mcvaugh. Calyptranthes johnstonii ingår i släktet Calyptranthes och familjen myrtenväxter. IUCN kategoriserar arten globalt som otillräckligt studerad.
Artens utbredningsområde är Panamá. Inga underarter finns listade i Catalogue of Life.